# Birecik
Birecik là một huyện thuộc tỉnh Şanlıurfa, Thổ Nhĩ Kỳ. Huyện có diện tích 790 km² và dân số thời điểm năm 2007 là 83319 người, mật độ 105 người/km².